# Communauté de communes du pays de Salins-les-Bains
La communauté de communes du pays de Salins-les-Bains est une ancienne communauté de communes française, située dans le département du Jura et la région Bourgogne-Franche-Comté.

## Historique
Créée par les arrêtés préfectoraux des 13 et 30 juin 2000, elle disparaît le 1er janvier 2017 et laisse place à la communauté de communes Arbois, Poligny, Salins – Cœur du Jura.

## Composition
La communauté de communes regroupait les 22 communes suivantes :
| Nom                      | Code Insee | Gentilé      | Superficie (km2) | Population (dernière pop. légale) | Densité (hab./km2) |
| ------------------------ | ---------- | ------------ | ---------------- | --------------------------------- | ------------------ |
| Salins-les-Bains (siège) | 39500      | Salinois     | 24,68            | 2 783 (2014)                      | 113                |
| Abergement-lès-Thésy     | 39004      |              | 4,63             | 63 (2014)                         | 14                 |
| Aiglepierre              | 39006      | Aillepierris | 6,97             | 413 (2014)                        | 59                 |
| Aresches                 | 39586      |              | 4,76             | 38 (2014)                         | 8                  |
| Bracon                   | 39072      |              | 6,29             | 264 (2014)                        | 42                 |
| Cernans                  | 39084      |              | 5,51             | 139 (2014)                        | 25                 |
| Chaux-Champagny          | 39133      |              | 7,33             | 74 (2014)                         | 10                 |
| Chilly-sur-Salins        | 39147      |              | 11,94            | 101 (2014)                        | 8,5                |
| Clucy                    | 39155      |              | 5,13             | 86 (2014)                         | 17                 |
| Dournon                  | 39202      | Dournoniens  | 6,55             | 131 (2014)                        | 20                 |
| Geraise                  | 39248      |              | 6,04             | 41 (2014)                         | 6,8                |
| Ivory                    | 39267      | Ivoriens     | 9,13             | 87 (2014)                         | 9,5                |
| Ivrey                    | 39268      |              | 6,67             | 66 (2014)                         | 9,9                |
| La Chapelle-sur-Furieuse | 39103      |              | 9,03             | 329 (2014)                        | 36                 |
| Lemuy                    | 39291      |              | 21,33            | 234 (2014)                        | 11                 |
| Marnoz                   | 39315      |              | 4,87             | 412 (2014)                        | 85                 |
| Montmarlon               | 39359      |              | 3,28             | 30 (2014)                         | 9,1                |
| Pont-d'Héry              | 39436      | Héripontins  | 13,54            | 252 (2014)                        | 19                 |
| Pretin                   | 39444      | Preteniers   | 5,44             | 63 (2014)                         | 12                 |
| Saint-Thiébaud           | 39495      |              | 7,94             | 65 (2014)                         | 8,2                |
| Saizenay                 | 39497      |              | 4,88             | 103 (2014)                        | 21                 |
| Thésy                    | 39529      |              | 4,92             | 66 (2014)                         | 13                 |

## Administration
Le conseil communautaire était composé de 44 conseillers communautaires répartis selon les règles suivantes :
- les communes dont la population est inférieure à 100 habitants obtiennent un siège et un suppléant ;
- les communes dont la population est supérieure à 100 habitants (sauf Salins-les-Bains) obtiennent 2 sièges ;
- Salins-les-Bains conserve les 14 sièges attribués lors de la première répartition en 2000.

| Abergement-lès-Thésy Aresches Chaux-Champagny Chilly-sur-Salins Clucy Geraise Ivory Ivrey Montmarlon Pretin Saint-Thiébaud Thésy Aiglepierre Bracon Cernans Dournon La Chapelle-sur-Furieuse Lemuy Marnoz Pont-d'Héry Saizenay Salins-les-Bains | 1 siège (+ 1 suppléant) 1 siège (+ 1 suppléant) 2 sièges 14 sièges |

## Compétences

### Compétences obligatoires
L'article L5214-13 du Code Général des Collectivités Territoriales (CGCT) attribue deux compétences obligatoires aux communautés de communes :
- l'aménagement de l'espace pour la conduite d'actions d'intérêt communautaire, dont : 
  - les zones d'activité (Mélincols, Champtave) ;
  - le mont Poupet ;
  - les abords de la salle des communes.
- l'action de développement économique intéressant l'ensemble de la communauté, avec :
  - le développement de la zone industrielle des Mélincols ;
  - la mission locale[C'est-à-dire ?] ;
  - le volet touristique du Contrat de Station Thermale et Touristique (CSTT).

### Compétences facultatives
Parmi les sept groupes de compétences figurant dans le paragraphe II de l'article L5214-13 du CGCT, la CCPS a choisi d'en exercer trois, soit le nombre minimal de compétences facultatives à exercer :
- la protection et la mise en valeur de l'environnement, à travers : 
  - le contrat de rivière ;
  - la lutte contre la renouée du Japon ;
  - le ramassage des ordures ménagères (délégué au SIDOM du Jura) ;
  - la création et la gestion de la déchetterie.
- la création, l'aménagement et l'entretien de la voirie, dont :
  - la voirie de la zone industrielle des Mélincols ;
  - la route d'accès au mont Poupet ;
  - les chemins de randonnée.
- la construction, l'entretien et la gestion d'équipements culturels et sportifs :
  - la salle des communes.